# インターバンド
特定非営利活動法人インターバンド（Inter-Band）は、1992年に設立された国際協力NGO。
設立者は首藤信彦（現衆議院議員）。現代表理事は小峯茂嗣。神奈川県認証の特定非営利活動法人。現在、事務局は東京都新宿区四谷のアフリカ平和再建委員会の内部におかれている。
アジア、アフリカ、東ヨーロッパを中心に、平和構築と民主化支援、とくに選挙監視、除隊兵士支援、小型兵器武装解除、あるいは災害復興支援といった活動を実施している。
具体的な活動地域は、インドネシア、カンボジア、東ティモール、コソボ、バングラデシュ、
スリランカ、パキスタン、ルワンダ、フィリピン等。

## 概要
冷戦後の世界において、紛争、貧困そして人権侵害が蔓延し、人間の安全保障が脅かされるなかで、難民や飢餓を発生させるだけでなく、国家や市民が作り上げてきた社会·経済システムを崩壊させる紛争を回避・予防し、紛争にみまわれた地域の人々が、ごく普通の生活に戻るまでサポートを行うことを目的とする。
インターバンドの名称は、そもそも人類が最初に作った組織「共通の目的を持って行動する小集団」、すなわち文化人類学でいうところのバンド(Band)の概念を出発点にしている。国際問題のような、複雑に絡み合った問題を解決するためには、単なる横のつながりのネットワークだけではなく、まず覚醒した個人が立ち上がり、同じように考え、行動しようと決意する人々が次々とバンドを作り、アクションを起こし、バンドを繋げて(Inter-Band)大きな運動に育てていくことが重要という理念のもと名付けられた。ちなみに、このような組織を現代社会における新組織として期待していたのが経営学者のピーター・ドラッカーである。

## 略歴
- 1992年、設立。本部は神奈川県横浜市。カンボジアにて地雷社会評価調査を行う。
- 1993年、モザンビーク、南アフリカ共和国にて現地調査実施。
- 1994年、ボスニア・ユーゴスラビア、朝鮮民主主義人民共和国等において調査活動を開始。おもに、経済制裁の市民への影響などを調査。
- 1994年、イラク、ルワンダ、ハイチにて現地調査を開始。
- 1998年、カンボジアにて選挙監視活動を開始。
- 1999年、インドネシア、東ティモールにて選挙監視活動。
- 2000年、カンボジアにて除隊兵士支援活動を開始。
- 2001年、スリランカ、コソボ、バングラデシュで選挙監視活動。
- 2001年、パキスタン、東ティモール、カンボジアで選挙監視活動。
- 2003年、カンボジアで、国民議会選挙を選挙監視。
- 2007年、タイにて、下院選挙を選挙監視。
- 2008年、ネパールにて、クーデターによる王制崩壊後の制憲議会選挙を選挙監視。
- 2010年、「自由選挙のためのアジアネットワーク（ANFREL）」として、フィリピン大統領選挙・総選挙監視に参加。